# Outsides
Outsides es un EP de John Frusciante, planeado originalmente para ser lanzado el 14 de agosto de 2013 en Japón, e 
internacionalmente el 27 de agosto de 2013 por Record Collection, pero debido a un error en el 
proceso de distribución, algunos CD preordenados fueron enviados a los solicitantes a fines de julio de 2013. Como resultado, la fecha internacional para el lanzamiento del disco fue adelantada al 6 de agosto de 2013. El EP fue lanzado en múltiples formatos, incluyendo CD, vinilo, casete y formatos digitales de 32 bits. El estilo musical del álbum sirve como puente conceptual entre PBX Funicular Intaglio Zone y Enclosure.

## Antecedentes y grabación
Frusciante commentó sobre el lanzamiento: 
Outsides consiste en un solo de guitarra de 10 minutos y dos piezas abstractas "fuera" de la música. Aquí uso la palabra "afuera" en el mismo sentido en que el término fue usado en free jazz. Es un enfoque moderno a los conceptos de armonía que se encuentran en el free jazz de finales de los 50 / principios de los 60 y algunos del siglo XX clásico. No empleo cualquier aspecto armónico de rock o pop, y ese fue básicamente el enfoque, solo para hacer música que no depende de lo central que, en PBX, fue proporcionada por mi estilo de escribir canciones. Considero que esto se trabaja a lo largo de líneas abstractas. Con movimientos avanzados, música totalmente sonora sin recurrir a ninguna relación musical familiar de armonía que sirva de base, ha sido una de mis metas durante bastante tiempo. Ambas canciones tienen mi estilo de batería y solos de guitarra, pero sin embargo, creo en ellos como mi versión de la música clásica moderna. Empezaron como una orquesta, pero voy a donde sea que la música me lleve, y uso cualquier instrumento para expresar mis sentimientos, al igual que utilizo aspectos de cualquier estilo. Por ejemplo, en "Shelf", a pesar de la tonalidad no convencional de la sección, me sorprendí al encontrar que un solo de guitarra de blues funcionó bien. Además, las canciones tienen secciones ácidas.

## Lista de canciones
Todas las canciones están compuestas por John Frusciante

Todas las canciones escritas y compuestas por John Frusciante. 
| N.º | Título                                                                                          | Duración |  |
| 1.  | «Same»                                                                                          | 10:16    |  |
| 2.  | «Breathiac»                                                                                     | 2:34     |  |
| 3.  | «Shelf»                                                                                         | 6:08     |  |
| 4.  | «Sol» (Bonus track de la versión Japonesa/La descarga digital estuvo disponible con la reserva) | 4:38     |  |

## Plantilla

### Músicos
- John Frusciante – guitarra, vocales, teclado, sintetizador, batería electrónica, secuenciador, sampleo

### Grabación
- John Frusciante – Producción
- Anthony Zamora – Jefe de estudio

### Arte
- John Frusciante – arte de tapa y diseño